# Gazette officielle du Québec
Ne doit pas être confondu avec Gazette de Québec.
Pour les articles homonymes, voir GOQ.
La Gazette officielle du Québec (GOQ) est le journal officiel de l'État québécois, qui donne accès à l'ensemble des lois, règlements, décrets, arrêtés et avis dont la publication est requise. Hebdomadaire, elle est publiée par l'Éditeur officiel du Québec depuis le 16 janvier 1869 sans interruption.

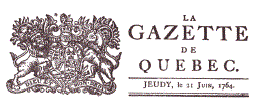
La Gazette de Québec, jeudy le 21 juin 1764

« La Gazette de Québec paraît pour la première fois en 1764. Cette dernière jouit du statut de publication semi-officielle et est publiée jusqu'en 1823, année où elle est remplacée par la Gazette officielle du Québec. »
Depuis 1973, elle est composée de deux parties, la première partie – intitulée « Avis juridiques » – contient les documents, avis et annonces du gouvernement du Québec et des autres organismes régis par des lois québécoises, alors que la deuxième partie –– contient les lois, règlements, décrets et autres textes dont la publication est exigée par la loi ou par le gouvernement. Seule cette dernière partie est publiée en français et en anglais, la première l'est uniquement en français,. 
La première partie est publiée au moins tous les samedis alors que la deuxième partie l'est au moins tous les mercredis, sauf si la date est un jour férié, auquel cas, la publication peut être déplacée un autre jour de la semaine. 